# Epic Aircraft
Epic Aircraft est une entreprise de construction aéronautique basée à Bend (Oregon). Elle produit des aéronefs légers.

## Production

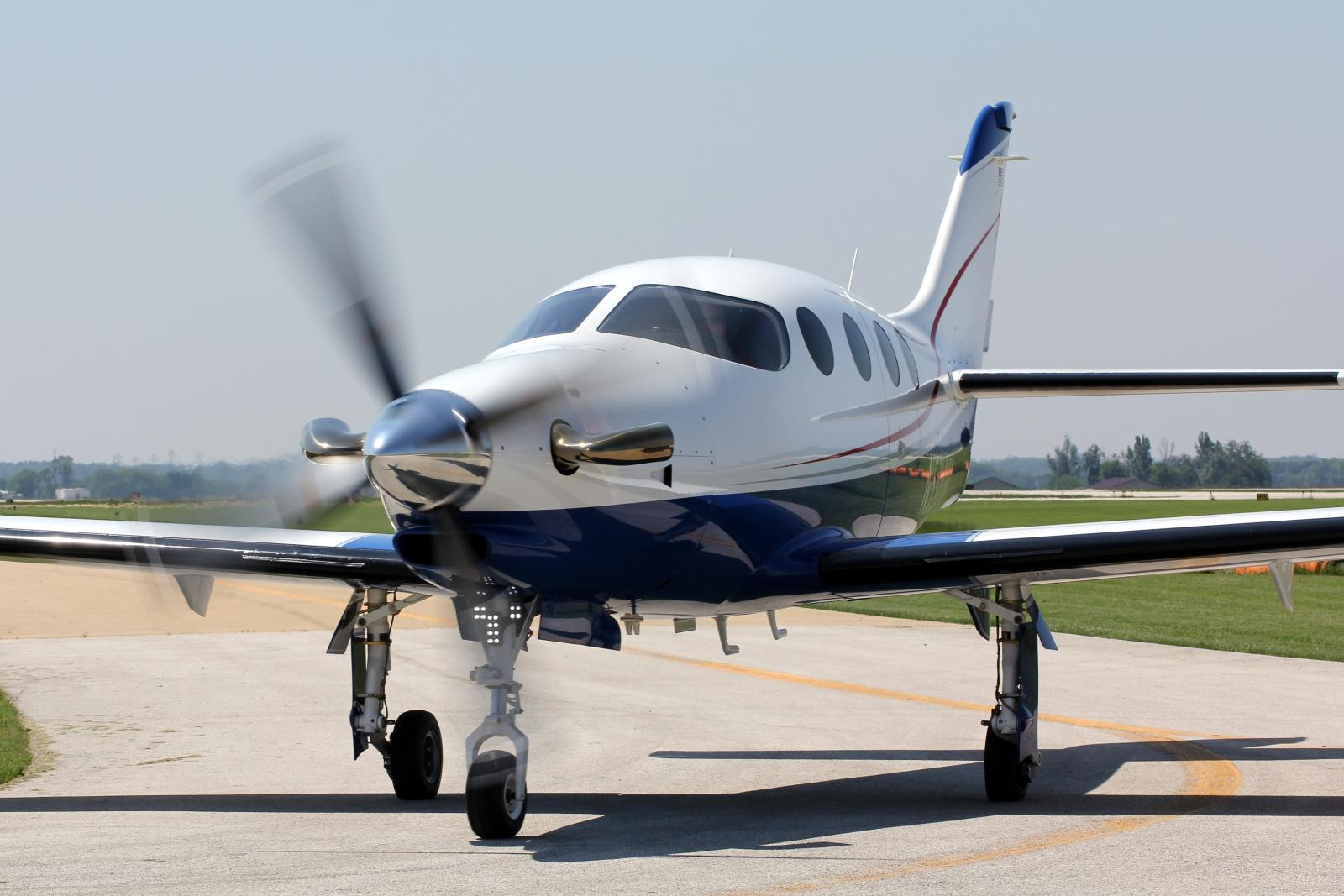
Epic LT

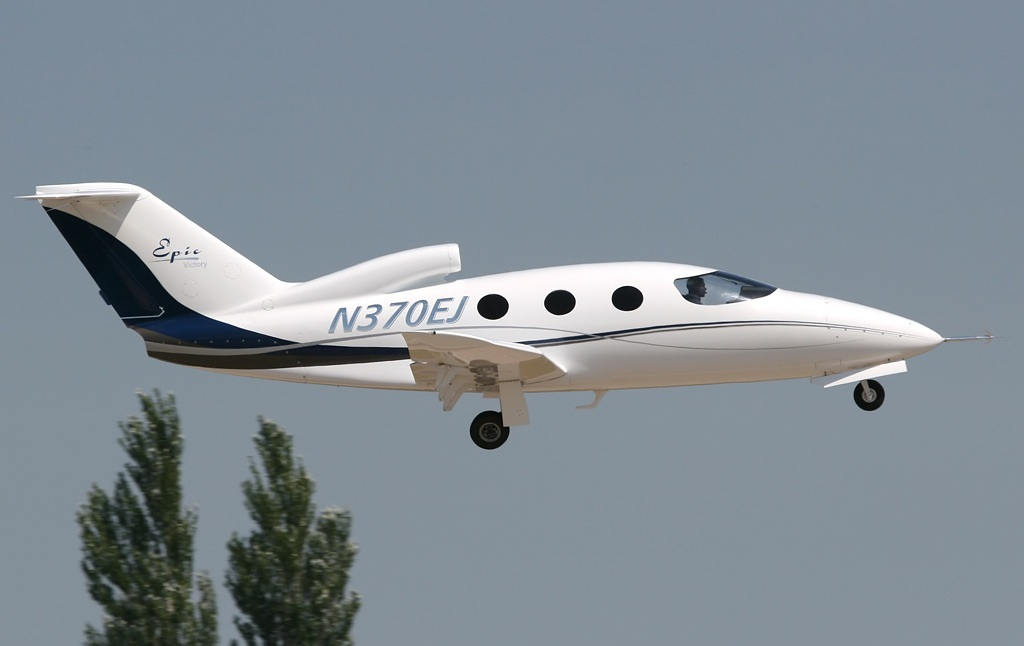
Epic Victory

- Epic LT, monoturbopropulseur à six places.
- Epic Victory, propulsé par un turboréacteur[2].
- Epic E1000, monoturbopropulseur certifié[3].